# Хегстрем, Владимир Петрович
Владимир Петрович Хегстрем  (1865, Тула — 12.01.1920 там же) — гармонист, дирижёр, педагог, конструктор гармоник, руководитель оркестра гармонистов, основатель Первого Российского общества любителей игры на хроматических гармониках.
Лучший ученик Н. И. Белобородова. В 1900 году сконструировал хроматическую гармонику с трёхрядным расположением клавиш на правой клавиатуре, получившую известность как гармонь системы Хегстрема. С 1901 (1902) года руководит первым в мире оркестром хроматических гармоник, который создал его учитель.
На собственные средства приобрёл для оркестра инструменты своей конструкции, что позволило значительно расширить исполнительские возможности музыкального коллектива. В концертную программу оркестра были включены произведения М. И. Глинки, П. И. Чайковского, Ш. Гуно, И. Штрауса.
Оркестр много концертировал в городах Украины и России: Петербурге, Воронеже, Калуге, Пензе, Сумах, Курске, Серпухове и др. 10 декабря 1907 года ставший уже известным коллектив продемонстрировал своё мастерство перед взыскательной публикой в Малом зале Московской консерватории. До этого времени гармони никогда не звучали в подобных аудиториях.
В 1908 году известная фирма «Бр. Патэ» записала на грампластинки ряд произведений в исполнении тульских музыкантов.
С 1906 года началась деятельность В. П. Хегстрема по организации Первого Российского общества любителей игры на хроматических гармониках. 29 января 1907 года Устав общества был утверждён тульским вице-губернатором. Задачей общества являлось: посредством устройства концертов, выставок, издания книг, журналов, трудов по производству хроматических гармоник способствовать усовершенствованию и широкому распространению этих музыкальных инструментов.
В 1919 году оркестр В. П. Хегстрема зачислили в штат губернского Пролеткульта. В его состав входило около 40 человек. Он стал первым в мире оркестром гармонистов, взятым на государственное содержание.
Жизнь этого неутомимого популяризатора игры на хроматических гармониках оборвалась в самом расцвете творческих сил во время эпидемии тифа.

## Сочинения
Сочинения для оркестра гармоник:
- Пассажирский поезд;
- Баркарола;
- Лезгинка и др.